# The Rattler
The Rattler in Six Flags Fiesta Texas (San Antonio, Texas, USA) war eine Holzachterbahn des Herstellers Roller Coaster Corporation of America, die am 14. März 1992 eröffnet wurde. Am 4. August 2012 wurde sie geschlossen um Platz zu machen für die Achterbahn Iron Rattler.
Die 1548 m lange Strecke, welche von John Pierce an das Gelände von Six Flags Fiesta Texas angepasst wurde, besaß ursprünglich einen 51 m hohen First Drop. Im Laufe der ersten vier Jahre nach der Eröffnung wurde dieser jedoch umgebaut, wodurch dieser anschließend eine Höhe von 38 m besaß bei einem Gefälle von 61,4°. Die Gesamthöhe betrug 55 m und die Züge erreichten eine Höchstgeschwindigkeit von 105 km/h. Als Besonderheit besaß Rattler einen Tunnel durch eine Kalkstein-Minen-Klippe.

## Züge
The Rattler besaß zwei Züge des Herstellers Philadelphia Toboggan Coasters mit jeweils fünf Wagen. In jedem Wagen konnten vier Personen (zwei Reihen à zwei Personen) Platz nehmen.